# Hunde-Ballschleuder

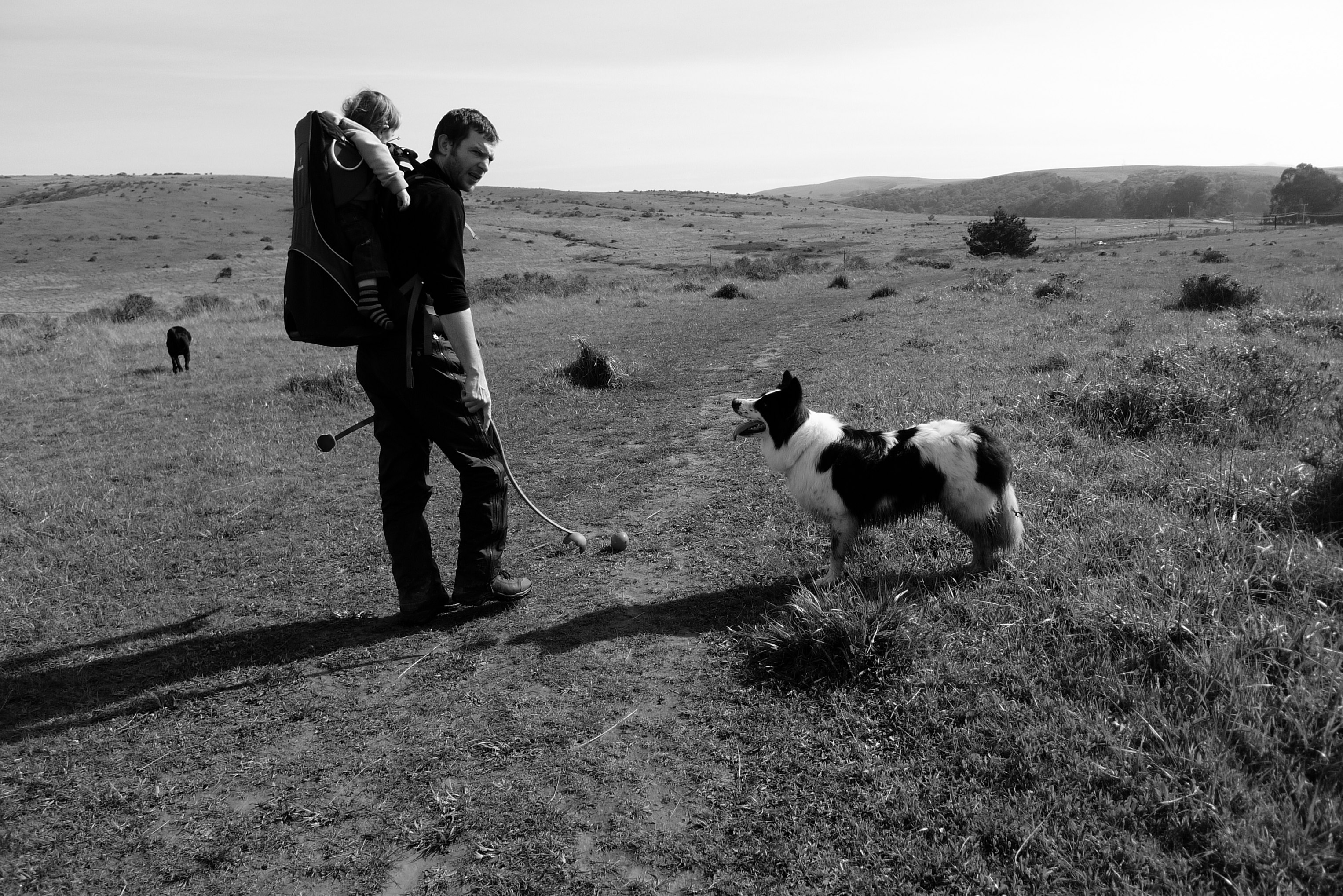
Mann mit zwei Hunde-Ballschleudern

Die Hunde-Ballschleuder ist ein Hundespielzeug für sehr weite Ballwürfe eines kleinen Balls mit relativ geringem Kraftaufwand. Die Ballschleuder ist üblicherweise ein ungefähr einen halben Meter langer, aus Kunststoff gefertigter Wurfarm mit einem „Löffel“ zur Ballaufnahme an einem Ende. Die Ballschleuder eignet sich vor allem für das Apportieren.
Neben der höheren Wurfweite bietet sie weitere Vorteile, wie zum Beispiel die einfache Ballaufnahme ohne das sonst notwendige Bücken oder die Vermeidung schmutziger Hände.